# Lincha (distrito)
O Distrito peruano de Lincha é um dos trinta e tês distritos da Província de Yauyos, situada no  Departamento de Lima, pertencente a Região de Lima, Peru. 

## Transporte
O distrito de Lincha é servido pela seguinte rodovia:
- LM-129, que liga o distrito à cidade de Cacra [1][2][3]